# مولج
المولج هو أي مدخل يؤدي إلى قناة أو عضو أجوف. فعلى سبيل المثال، فتحة المهبل هي مولج.
كذلك، تُستخدم فتحة المهبل لتصنيف درجات سقوط الرحم:
- السقوط من الدرجة الاولي: هو سقوط عنق الرحم في المهبل
- الدرجة الثانية: يكون عنق الرحم في مستوي فتحة المهبل
- الدرجة الثالثة: يكون عنق الرحم خارج فتحة المهبل
- تدلي الرحم: يخرج فيها الرحم أيضًا من فتحة المهبل